# Flueseeli
Das Flueseeli ist ein Gebirgssee oberhalb von Lenk im Berner Oberland.
Das Seelein liegt auf einer Höhe von 2045 m ü. M. An seinem nördlichen Ende befindet sich die 1989 eröffnete, unbewartete Fluhseehütte des Fluhseevereins.